# William Edmund Harper
William Edmund Harper (20 de março de 1878 - 14 de junho de 1940) foi um astrônomo canadiano especializado em espectroscopia estelar. A maioria da sua carreira focou-a ao estudo espectroscópico das estrelas. Publicou mais de 50 artigos e no ano de 1924 uma tabela com 1100 medidas de paralaxe.

## Juventude
Nasceu no povoado de Dobbington, Ontário. Assistiu à escola secundária em Owen Sound. Após seu grau de Secundária em 1896 realizou trabalhos de ensino durante três anos no povoado de Sharon.
Quando recompilou suficientes fundos ingressou à Universidade de Toronto em 1902 a realizar estudos em matemáticas e física.

## Dados Familiares
Filho de George Harper um descendente de imigrantes ingleses.
Em 1909 casou com Maude Eugenia Hall. Teve duas filhas desta relação Evelyn e Louella.

## Etapa como Astrónomo
Recebeu seu grau no ano de 1906 e converteu-se em integrante do grupo de trabalho do observatório Domínio em Otawa, Canadá. Os seus trabalhos com a equipa de astrofísica incluíram a medida da velocidade radial das estrelas e as determinação de órbitas de estrelas espectroscópicas binárias.
Obteve seu título de mestre outorgado pela Universidade de Toronto em 1907.
Em 1913 o governo canadiano aprovou o projecto de construção de um telescópio refletor mais potente contando com a colaboração dol Dr. Harper numa comissão nacional para a busca da localização para o observatório - inicialmente a proposta poderia ser Victoria- mas depois de realizar observações desde vários lugares definiu-se à colina do observatório (Observatory Hill), localizada em Saanich, British Columbia como localização definitiva do observatório astronómico Domínio (Dominion).
Em 1918 o observatório foi completado e um ano depois o Dr. Harper foi transferido a este lugar. Converteu-se em director assistente do observatório em 1924 e depois, em 1936, foi seu co-director.
Harper foi membro da Real Sociedade Astronómica de Canadá sendo galardoado com medalha de ouro. Posteriormente, no ano de 1913, converter-se-ia em Membro distinto. No período de 1928-29 desempenhou-se como presidente de dita organização.
Em 1935 foi distinguido com o grau de Doutor honoris causa pela Universidade de Toronto.

## Causa de sua morte
A partir de 1938 sua saúde foi minada por um ataque de pneumonia em sua viagem entre Dinamarca e Alemanha para assistir como representante de Canadá na Assembleia Geral da União Astronómica Internacional em Estocolmo.
Morreu na cidade de Victoria enquanto encontrava-se coordenando a construção de um centro sismográfico no observatório Dominion.* Stewart, R. Meldrum (1940). «William Edmund Harper, 1878-1940 (with Plate XI)». Journal of the Royal Astronomical Society of Canada. 34 (2): 77–115. Bibcode:1998RPPh...61...77K. doi:10.1088/0034-4885/61/2/001
- «Harper, William Edmund». The Canadian Encyclopedia. Consultado em 19 de maio de 2007